# Londýnská říční doprava

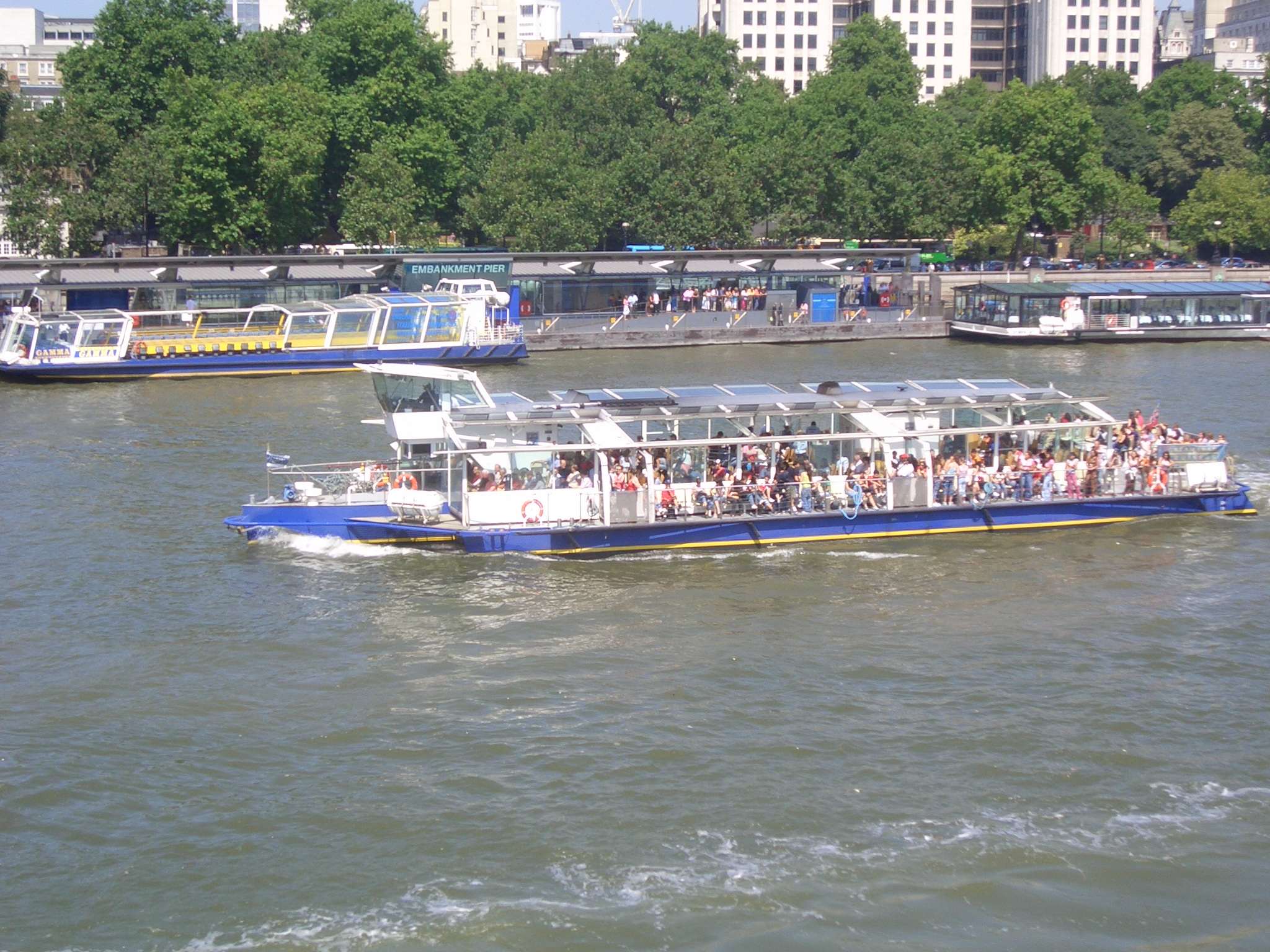
Přístaviště a lodě londýnské říční dopravy

Veřejnou dopravu na řece Temži v oblasti Velkého Londýna řídí organizační jednotka Transport for London (TfL) – London River Services.
Tato instituce nevlastní ani neprovozuje žádné lodě ale vydává licence tradičním dopravcům. Některé spoje jezdí pravidelně, zatímco jiné jsou pouze vyhlídkové plavby pro turisty. Většina linek je provozována společností Thames Clipper.

## Jízdné
Na rozdíl od metra a autobusů provozovatelé říční dopravy neakceptují jízdenky Travelcard a Oyster card a stanovují vlastní (většinou znatelně vyšší) jízdné. Pouze někteří provozovatelé poskytují na základě předložení Travelcard nebo Oyster card slevu.

## Přístaviště
Ve směru po proudu s uvedením londýnských pamětihodností v dosahu přístaviště (Pier)
- Millbank Millennium Pier – Tate Britain
- Westminster Millennium Pier – Westminsterský palác, Westminsterské opatství a stanice metra Westminster
- Waterloo Millennium Pier – Londýnské oko, South Bank arts precinct a nádraží Waterloo
- Embankment Pier – stanice metra Embankment a nádraží Charing Cross
- Festival Pier – South Bank arts precinct
- Savoy Pier
- Blackfriars Pier – stanice Blackfriars
- Bankside Pier – Globe a Tate Modern
- London Bridge City Pier
- Tower Millennium Pier – Tower a Tower Bridge
- St. Katharine Pier – St. Katherines Dock a Tower
- Hilton Docklands Pier
- Canary Wharf Pier – Canary Wharf
- Greenland Pier
- Masthouse Terrace Pier
- Greenwich Pier – Greenwich, Cutty Sark a National Maritime Museum
- Barrier Gardens Pier – Bariéry na Temži